# قائمة الأعوام في الأنثروبولوجيا
قائمة بأحداث أنثروبولوجية:

## القرن التاسع عشر
1870-1879

1880-1889

1890-1899

## القرن العشرين
1900-1909

1910-1919

1920-1929

1930-1939

1940-1949

1950-1959

1960-1969

1970-1979

1980-1989

1990-1999

## القرن الواحد والعشرين
2000-2009

2010-2019